# Setra TopClass 500
Der Setra TopClass 500 ist eine Reisebus-Baureihe des deutschen Busherstellers Setra. Die Baureihe wird seit 2013 produziert und unter der Produktgruppe „TopClass 500“ angeboten. Der TopClass 500 ist der Nachfolger der TopClass-400-Baureihe. 2022 erhielt die TopClass-500-Baureihe ein Facelift, bei dem u. a. die Front überarbeitet wurde. Zur TopClass 500 zählt ebenfalls der Doppeldeckerbus Setra S 531 DT.

## Bustypen
| Typ       | Länge in m | Höhe  | Achsen | Bauart          |
| --------- | ---------- | ----- | ------ | --------------- |
| S 515 HDH | 12,495     | 3,880 | 3      | Superhochdecker |
| S 516 HDH | 13,325     | 3,880 | 3      | Superhochdecker |
| S 517 HDH | 14,165     | 3,880 | 3      | Superhochdecker |
| S 531 DT  | 14,000     | 4,000 | 3      | Doppeldecker    |

## Galerie

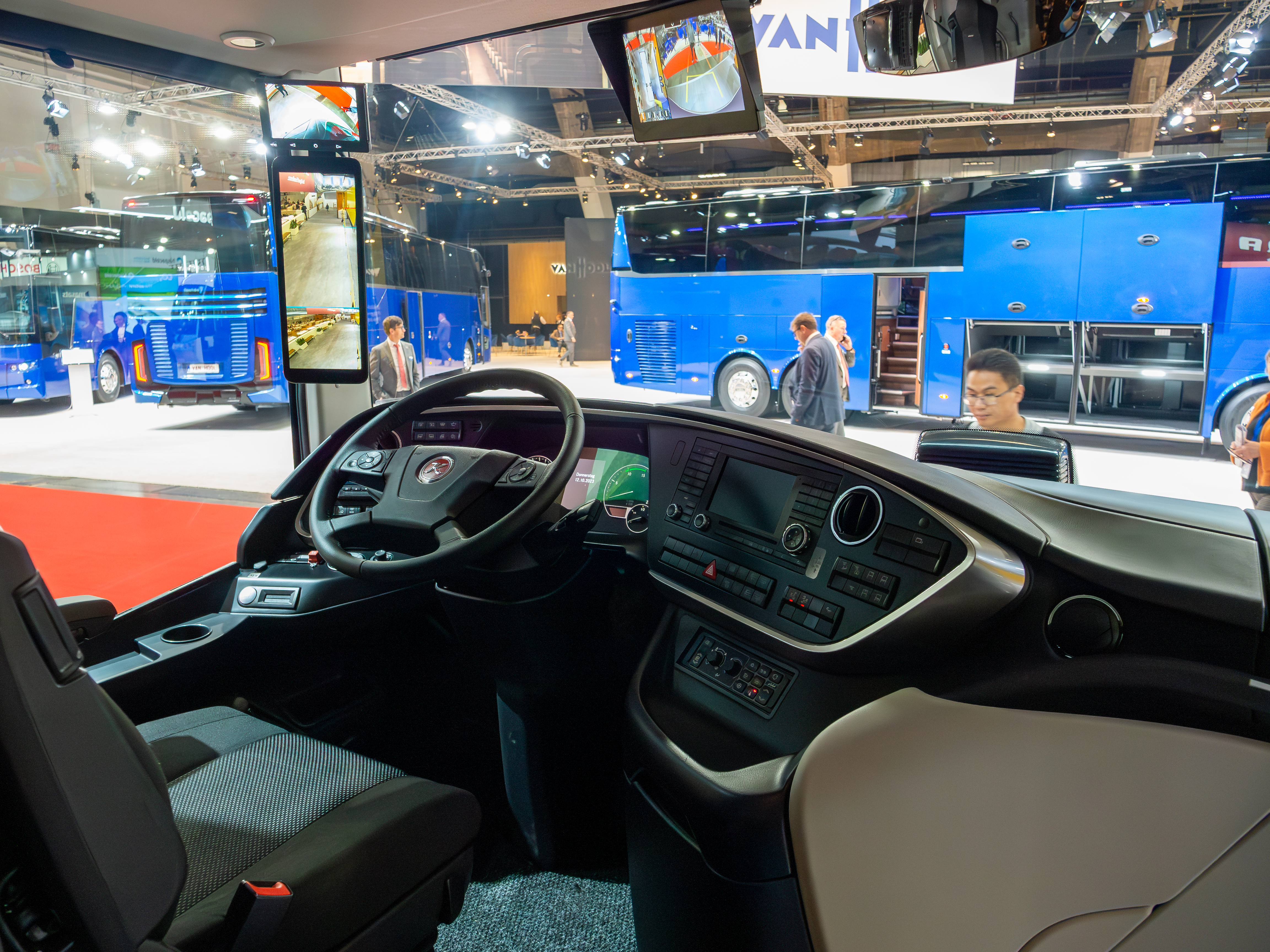
Fahrerarbeitsplatz Setra S 531 DT
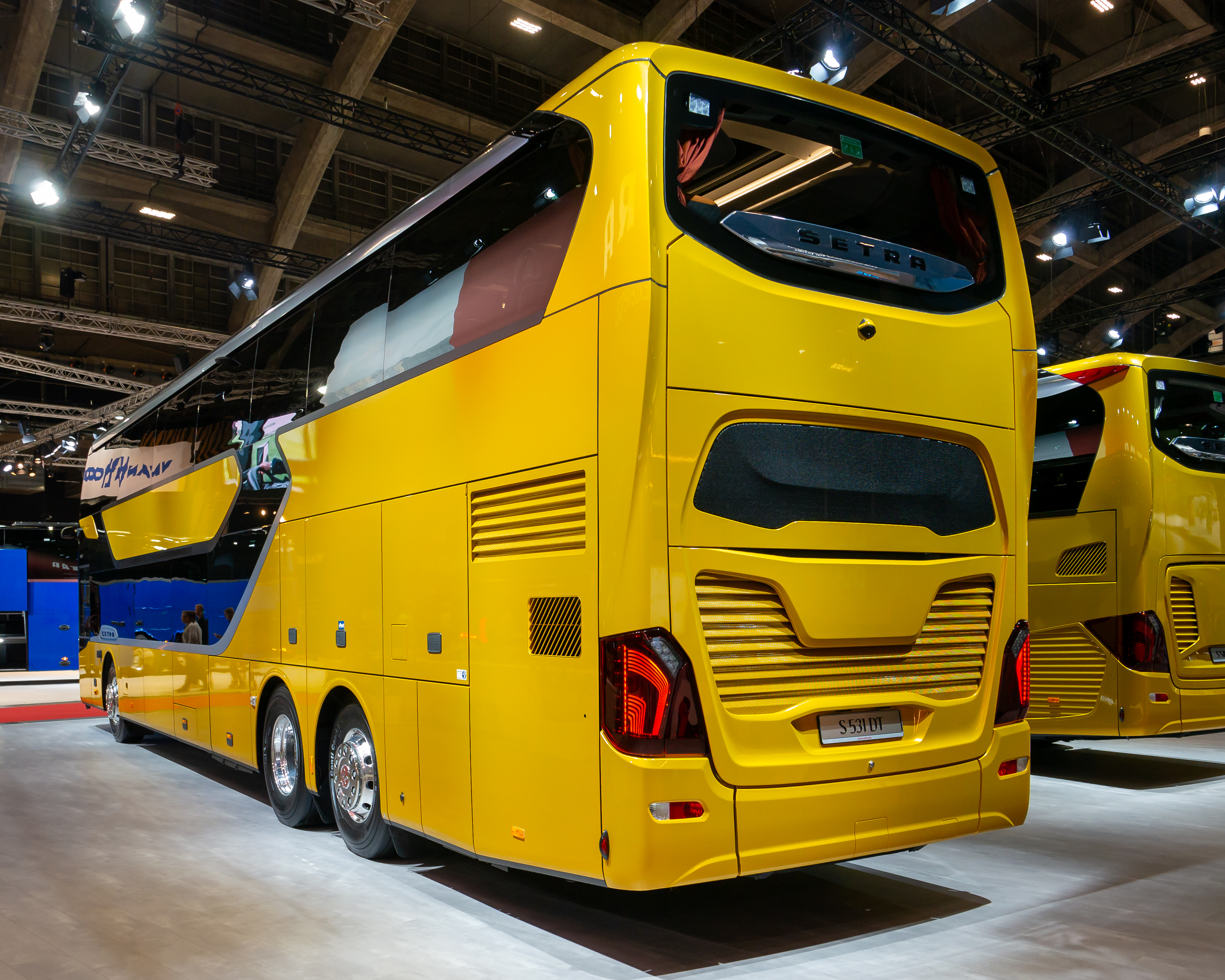
Heck Setra S 531 DT